# Артур Баур
Артур Баур (нім. Arthur Baur; 19 лютого 1915, Цюрих — 17 вересня 2010, Меннедорф) — швейцарський журналіст, лінгвіст, дослідник швейцарського та аллеманського діалектів німецької мови, ретороманської мови та есперанто.

## Біографія

### Загальні відомості
Народився 19 лютого 1915 року в Цюриху, його батько був професором у галузі хімії. Навчався Артур Баур в університетах Цюриха, Уппсали і Стокгольма, вивчав англійську, ретороманську та ісландську філології. Працював журналістом, з 1967 по 1980 роки був шеф-редактором щоденної газети Der Landbote (Вінтертюр).
У 1943 році одружився з Хайді Баур-Залленбах, у шлюбі народилися двоє дітей.
Артур Баур був одним із провідних фахівців Швейцарії з есперанто, швейцарського та аллеманського діалектів німецької мови та ретороманської мови.

### Наукова діяльність
- У 1939 році Артур Баур, разом зі своєю дружиною Хайді Залленбах, підготували до друку підручник з швейцарського німецького діалекту «Praktische Sprachlehre des Schweizerdeutschen» (нім. «Практичний курс швейцарського німецького»), який до 2008 року перевидавався 13 разів. У своїй роботі «Що саме є швейцарським німецьким?» (нім. Was ist eigentlich Schweizerdeutsch?) від 1983 року Баур висунув теорію, що швейцарський німецький є не діалектом, а самостійним діалектом.
- А. Баур був одним із небагатьох лінгвістів, чиї наукові праці присвячені ретороманській мові. У 1984 році він переклав власну наукову роботу «Ретороманська мова» (нім. Das Rätoromanische) мовою есперанто. У 1996 році опублікував на німецькому діалекті роботу «Аллегра» («Недостатньо», нім. Allegra genügt nicht), в 1997 році — «Слава Гріске: покажчик ретороманської мови» (нім. Viva la Grischa: Ein Wegweiser für das Bündnerromanische).
- У 1930 році Баур почав вивчати в гімназії есперанто. Він був членом Товариства есперанто Цюриха, Швейцарського товариства есперантистів та Всесвітньої есперанто-асоціації. З 1980 по 1986 роки працював редактором журналу «Svisa Esperanto Revuo». Брав участь в 31-му і 32-му Всесвітніх конгресах есперанто, які пройшли в Берні, відповідаючи за інформаційне висвітлення і друк, а також входив до складу місцевого організаційного комітету 64-го Всесвітнього конгресу есперантистів в Люцерні. Опублікував безліч книг на есперанто, в тому числі «La Fenomeno Svislando». З 1946 року працював на радіостанції <i>Schweizer Radio International</i>, вів щотижневі передачі на есперанто до 1947 року, потім до 1991 року працював на окремій програмі мовлення радіостанції мовою есперанто.

## Наукові праці
- Allegra genügt nicht! Rätoromanisch als Herausforderung für die Schweiz (1996)
- De la utopio al la realeco; Von der Utopie zur Wirklichkeit
- Deine zweite Sprache (1960)
- Esperanto-Kurs (1958)
- La fenomeno Svislando (originale verkita en Esperanto, 1979)
- Die Geschichte der Esperanto-Sendungen aus der Schweiz
- La kreo de nova retoromancxa skriblingvo
- La literaturo de romanĉa Svislando
- La literaturo en alemana Svislando
- Panoramo de Esperanto (1983)
- Das Problem der internationalen Sprache (1953)
- La retoromanĉa: historio kaj nuntempo de la kvara nacia lingvo de Svislando (1995)
- La retoromanĉa: sorto de la plej malgranda nacia lingvo de Svislando (1984)
- Schweizerdeutsch, woher und wohin? (1990)
- Schwyzertüütsch. "Grüezi mitenand. "Praktische Sprachlehre des Schweizerdeutschen (1939/1969/2008)
- Von der Utopie zur Wirklichkeit: Die Geschichte der Plansprachen (1976)
- Was ist eigentlich Schweizerdeutsch? (1983)
- Wo steht das Rätoromanische heute? Ein sprachpolitischer Lagebericht (1955)